# Ecnomina ramosa
Ecnomina ramosa là một loài Trichoptera trong họ Ecnomidae. Chúng phân bố ở miền Australasia.